# Jitka Nesrstová
Jitka Nesrstová (* 16. července 1975 Karlovy Vary) je česká politička, ekonomka a datová analytička, v letech 2022 až 2023 místopředsedkyně Zelených.

## Život
Má vysokoškolské ekonomické vzdělání. Již téměř 20 let působí v nevládním sektoru, zejména v ekologických organizacích (např. ve spolku Limity jsme my či v Nadačním fondu Zeleného kruhu). Dříve se zabývala fundraisingem, nyní působí jako datová analytička. Je klíčovou osobou, která stála u zrodu Darujme.cz, tedy platformy, díky níž neziskové organizace získávají podporu od dárců na svoji činnost.
Jitka Nesrstová žila do roku 2015 v obci Březová na Karlovarsku, od roku 2015 žije v Praze.

## Politické působení
Je členkou Strany zelených na Praze 6. Ve volbách do Poslanecké sněmovny PČR v roce 2017 kandidovala jako členka Zelených v Karlovarském kraji, ale neuspěla.
Ve volbách do Poslanecké sněmovny PČR v roce 2021 byla lídryní Zelených v Karlovarském kraji, ale neuspěla (strana se do Sněmovny nedostala). Na on-line sjezdu Zelených byla na konci ledna 2022 zvolena 1. místopředsedkyní strany, ve funkci tak nahradila Annu Gümplovou. Na post 1. místopředsedkyně strany však ke konci ledna 2023 rezignovala.
V komunálních volbách v roce 2022 kandidovala do zastupitelstva Prahy 10 z 9. místa kandidátky koalice Solidarita pro Prahu 10, kterou tvoří ČSSD, Zelení a Budoucnost, ale neuspěla. Zároveň kandidovala do Zastupitelstva hlavního města Prahy z 41. místa kandidátky koalice Solidarita, kterou tvoří ČSSD, Zelení, Budoucnost a Idealisté, ale také neuspěla.